# Center Øst (Sønderborg)
Center Øst er et forretningsområde i Sønderborg. Det er udlagt som aflastningscenter for bymidten og indeholder en del pladskrævende forretninger:
- ALDI
- Bilka
- Biva Møbler
- Elgiganten
- Fitness World
- Harald Nyborg
- IDEmøbler
- jem & fix
- JYSK
- kitchn
- Kvik køkken
- Legekæden
- Lidl
- Netto
- petworld
- Plantorama
- Silvan
- Skousen
- Sport24
- thansen.dk
- Tæppeland
- Vordingborg Køkkenet A/S

54°55′22″N 9°48′30″Ø / 54.92278°N 9.80833°Ø